# Alain Cudini
Alain Cudini (19 de abril de 1946) es un ex piloto de carreras francés. 

## Carrera
En 1979, Cudini se convirtió en campeón europeo de la Fórmula Renault, siendo segundo en la versión francesa de esta serie. En 1983 ganó el Campeonato de Francia de Turismos. Entre 1988 y 1991, condujo en el Campeonato Alemán de Turismos, anotando 489 puntos en cuatro años y marcando la vuelta rápida en tres ocasiones. 
Participó en trece ediciones de las 24 Horas de Le Mans. Su mejor posición fue un quinto lugar pilotando un Sauber C9 en 1989, junto con Jean-Louis Schlesser y Jean-Pierre Jabouille. En el año 2000 finalizó su carrera como piloto. 

## Estadísticas

### Carreras
| - 1970: Fórmula Francia (7.º puesto) - 1971: Fórmula Renault (4.º puesto) - 1971: Fórmula Renault (2.º puesto) - 1972: Fórmula Renault Eurocup (campeones) - 1973: Campeonato Británico de Fórmula 3 (36.º puesto) - 1974: Campeonato de Europa de Coches Deportivos (8.º puesto) - 1974: Campeonato Europeo de Fórmula Dos (16.º puesto) - 1975: Campeonato de Europa de Fórmula Renault (10.º puesto) - 1976: Campeonato de Europa de Fórmula Renault (2.º puesto) - 1977: Campeonato de Europa de Fórmula Renault (18.ºpuesto) - 1977: Campeonato Francés de Turismos (5.º puesto) - 1978: Campeonato Francés de Turismos (3.º puesto) - 1980: Campeonato Mundial de Sport Prototipos (292.º puesto) | - 1981: Campeonato Francés de Turismos (2.º puesto) - 1981: Campeonato Mundial de Sport Prototipos (132.º puesto) - 1982: Campeonato Francés de Turismos (5.º puesto) - 1983: Copa Renault 5 Turbo Europea (11.º puesto) - 1983: Campeonato Mundial de Sport Prototipos - 1983: Campeonato Francés de Turismos (Máster) - 1985: Campeonato Francés de Turismos (3.º puesto) - 1986: NOSCAR (3.º puesto) - 1987: Campeonato Mundial de Turismos - 1988: Campeonato Alemán de Turismos (5.º puesto) - 1989: Copa Porsche 944 Turbo Francia - 1989: Campeonato Alemán de Turismos (14.º puesto) - 1990: Copa Porsche 944 Turbo Francia - 1990: Campeonato Alemán de Turismos (16.º puesto) - 1991: Copa Porsche Carrera Francia | - 1991: Campeonato Alemán de Turismos (6.º puesto) - 1992: Copa Porsche Carrera Francia - 1992: Campeonato Francés de Turismos (3.º puesto) - 1993: Campeonato Mundial de Turismos (4.º puesto) - 1993: Campeonato Francés de Turismos (8.º puesto) - 1994: Campeonato Francés de Súper turismos (2.º puesto) - 1995: Campeonato Francés de Súper turismos (5.º puesto) - 1995: Campeonato Mundial de Turismos (18.º puesto) - 1998: Procar Belga (14.º puesto) - 1999: Procar Belga (29.º puesto) - 2000: Campeonato Francés de super turismos (8.º puesto) - 2005: Campeonato Francés de GT |

### Resultados en las 24 Horas de Le Mans
| Año  | Equipo                         | Coche                       | Copiloto               | Copiloto                   | Resultado | Causa del fallo   |
| ---- | ------------------------------ | --------------------------- | ---------------------- | -------------------------- | --------- | ----------------- |
| 1972 | · John Greenwood Racing        | Chevrolet Corvette          | · Bernard Darniche     | · John Greenwood           | Retirado  | Fallo del motor   |
| 1974 | · North American Racing Team   | Ferrari 365 GTB/4           | · Dave Heinz           |                            | 6.º       |                   |
| 1975 | · Henri Greder                 | Chevrolet Corvette Stingray | · Henri Greder         |                            | Retirado  | Bomba de aceite   |
| 1976 | · Gérard Méo                   | Porsche 911 Carrera RSR     | · Raymond Touroul      |                            | 6.º       |                   |
| 1977 | · Osella Squadra Corse         | Osella PA5                  | · Raymond Touroul      | · Anna Cambiaghi           | Retirado  | Fallo del motor   |
| 1979 | · BP Racing Hubert Striebig    | Toj SC206                   | · Hubert Striebig      | · Hughes Kirschoffer       | Retirado  | Bomba de gasolina |
| 1981 | · North American Racing Team   | Ferrari 512BB LM            | · Philippe Gurdjian    | · John Morton              | Retirado  | Accidente         |
| 1982 | · North American Racing Team   | Ferrari 512BB LM            | · John Paul senior     | · John Morton              | 9.º       |                   |
| 1983 | · Communaute Pays de Loire     | Rondeau M382                | · Dany Snobeck         | · Xavier Lapeyre           | Retirado  | Fallo del motor   |
| 1989 | · Team Sauber Mercedes         | Sauber C9                   | · Jean-Louis Schlesser | · Jean-Pierre Jabouille    | 5.º       |                   |
| 1990 | · Courage Compétition          | Nissan R89C                 | · Hervé Regout         | · Costas Los               | 22.º      |                   |
| 1994 | · Michel Hommell               | Bugatti EB110 SS            | · Éric Hélary          | · Jean-Christophe Boullion | Retirado  | Accidente         |
| 1996 | · Canaska Southwind Motorsport | Chrysler Viper GTS-R        | · Victor Sifton        | · John Morton              | 23.º      |                   |